# Verwurging
Verwurging of wurggreep is een techniek die bij verdedigings- of vechtsporten zoals jiujitsu en judo wordt geleerd. Hierbij zal de uke normaal gesproken afkloppen voordat hij of zij het bewustzijn verliest. De tori zal de techniek onmiddellijk bij het afkloppen staken. Zoals er vele soorten verwurgingen bestaan, van voren, van achteren, van dichtbij, met de handen, met de benen, met de arm, enzovoorts, zijn er nog meer verdedigingstechnieken hiertegen.